# Lollipop (canción de Framing Hanley)
«Lollipop» es una versión de la banda de rock alternativo Framing Hanley de la canción "Lollipop" de Lil Wayne, y que pertenece a su álbum The Moment. Utilizaron una parte de talkbox, pero sustituyendo casi todos los sonidos con guitarra eléctrica, y cuenta con una versión de rock. Fue certificado con el disco de oro por la Recording Industry Association of America al alcanzar las 500.000 unidades en los Estados Unidos.

## Posiciones en las listas
| País           | Lista (2008/2009)                    | Mejor posición |
| -------------- | ------------------------------------ | -------------- |
| Estados Unidos | Billboard Hot 100                    | 82             |
| Estados Unidos | Billboard Hot Mainstream Rock Tracks | 28             |
| Estados Unidos | Billboard Hot Modern Rock Tracks     | 22             |
| Estados Unidos | Billboard Pop 100                    | 62             |